# Mariusz Jerzy Golecki
Mariusz Jerzy Golecki (ur. 23 kwietnia 1974) – prawnik, urzędnik, nauczyciel akademicki, doktor habilitowany nauk prawnych, profesor nadzwyczajny Uniwersytetu Łódzkiego, ekspert w zakresie regulacji rynku kapitałowego, pionier ekonomicznej analizy prawa w Polsce. W latach 2019–2021 rzecznik finansowy, w latach 2021–2022 podsekretarz stanu w Ministerstwie Rozwoju i Technologii, od 2022 sędzia Naczelnego Sądu Administracyjnego.

## Życiorys

### Wykształcenie i działalność naukowa
Ukończył w 1998 studia na Wydziale Prawa i Administracji Uniwersytetu Warszawskiego. W 1999 jego praca magisterska Istota i charakter prawny umowy opcyjnej i prawa opcji została wyróżniona pierwszą nagrodą Przeglądu Prawa Handlowego w konkursie na najlepszą pracę z prawa cywilnego i handlowego. W 2002 ukończył z wyróżnieniem studia LL.M. na Wydziale Prawa Uniwersytetu w Cambridge, Trinity College. W latach 2002–2003 był stypendystą Komisji Europejskiej w Instytucie Ekonomii Prawa na Uniwersytecie w Hamburgu.
W 2004 uzyskał stopień naukowy doktora nauk prawnych na Wydziale Prawa i Administracji Uniwersytetu Łódzkiego na podstawie rozprawy Synallagma na tle koncepcji sprawiedliwości wymiennej Arystotelesa i opinii rzymskich jurystów okresu klasycznego. Habilitację uzyskał w 2013 r. na tej samej uczelni na podstawie pracy Między pewnością a efektywnością. Marginalizm instytucjonalny wobec prawotwórczego stosowania prawa.
Był zatrudniony jako adiunkt w Katedrze Ekonomii Wyższej Szkoły Biznesu – National Louis University w latach 2004–2007 oraz na Wydziale Prawa i Administracji Uniwersytetu Łódzkiego w latach 2004–2014. Od 2014 profesor Uniwersytetu Łódzkiego, w latach 2015–2020 kierownik Pracowni Badań Kognitywnych nad Prawem na WPiA UŁ, a od 2020 dyrektor Instytutu Badań Prawnoporównawczych i Interdyscyplinarnych na Wydziale Prawa i Administracji Uniwersytetu Łódzkiego.
Pełnił funkcję profesora wizytującego w Centrum Prawa Europejskiego na Wydziale Prawa Uniwersytetu w Cambridge (2008–2009), a także na International Christian University w Tokio (2010) oraz na Wydziale Prawa Uniwersytetu w Debreczynie na Węgrzech (2013–2014). W latach 2011–2017 wykładał w Szkole Głównej Handlowej. W 2015 został kierownikiem Pracowni Badań Kognitywnych nad Prawem, a następnie dyrektorem Instytutu Badań Prawnoporównawczych i Interdyscyplinarnych na Wydziale Prawa i Administracji Uniwersytetu Łódzkiego. Jest członkiem zarządu Polskiego Stowarzyszenia Ekonomicznej Analizy Prawa.
W latach 2015–2017 był adwokatem Izby Adwokackiej w Warszawie.
Jest autorem oraz współautorem blisko 80 publikacji o zasięgu międzynarodowym z zakresu ekonomicznej analizy prawa oraz regulacji rynku kapitałowego, w szczególności instrumentów pochodnych. Jest jednym z pionierów i propagatorów ekonomicznej analizy prawa w Polsce.

### Działalność w administracji państwowej
W latach 1998–2000 był doradcą w Ministerstwie Kultury i Sztuki/Dziedzictwa Narodowego, a następnie ekspertem Departamentu Programowego Kancelarii Prezesa Rady Ministrów oraz Ministerstwa Finansów. W latach 2016–2017 pełnił funkcję dyrektora Departamentu Prawnego w Ministerstwie Finansów oraz dyrektora Departamentu Prawa Międzynarodowego i Europejskiego w Prokuratorii Generalnej Rzeczypospolitej Polskiej. W latach 2018–2019 był członkiem Komisji Kodyfikacyjnej Ogólnego Prawa Podatkowego. W latach 2016–2017 był członkiem, a następnie zastępcą szefa przewodniczącego delegacji polskiej w V grupie roboczej Komisji ONZ do spraw Międzynarodowego Prawa Handlowego (UNCITRAL).
W latach 2016–2020 był przewodniczącym Rady do spraw Przeciwdziałania Unikaniu Opodatkowania przy Ministrze Finansów oraz przewodniczącym Głównej Komisji Orzekającej w Sprawach o Naruszenie Dyscypliny Finansów Publicznych.
W 2018 zgłosił swoją kandydaturę na jedno z czterech wolnych stanowisk sędziowskich Izby Finansowej NSA. Krajowa Rada Sądownictwa na posiedzeniu 22 lipca 2020 podjęła uchwałę o przedstawieniu wniosku o powołanie go na stanowisko sędziego. Sędzią NSA został w czerwcu 2022. W 2025 został odsunięty od orzekania w NSA.

### Działalność na stanowisku rzecznika finansowego i wiceministra rozwoju
Został powołany na stanowisko rzecznika finansowego z dniem 12 października 2019.
Jako rzecznik finansowy realizował działania mające na celu wyeliminowanie nieuczciwych praktyk z rynku usług finansowych. Zapoczątkował wykorzystywanie przez jego biuro kompetencji występowania do sądów z pozwami wobec banków i ubezpieczycieli. Złożył pierwszą w historii rzecznika finansowego skargę nadzwyczajną do Sądu Najwyższego.
7 grudnia 2021 został powołany przez premiera Mateusza Morawieckiego na stanowisko podsekretarza stanu w Ministerstwie Rozwoju i Technologii, w związku z czym zakończył pełnienie funkcji rzecznika finansowego.
W maju 2022 odwołany ze stanowiska podsekretarza stanu w Ministerstwie Rozwoju i Technologii.

## Wybrane publikacje
- „Grecka geneza kontraktu opcyjnego? Arrha klasycznego prawa greckiego a współczesny giełdowy kontrakt opcyjny”, Czasopismo Prawno-Historyczne, Tom 55, (2003), s. 149–161.
- „Kilka uwag na temat genezy giełdowego kontraktu opcyjnego”, Ruch Prawniczy, Ekonomiczny i Socjologiczny, Rok LXIV, (2002), zeszyt 4s. 211–223,
- „Charakter prawny opcji w polskim prawie cywilnym. Uwagi na tle nowelizacji przepisów Kodeksu cywilnego dotyczących ofertowego trybu zawierania umów”, Palestra, 2006, Nr 7–8, s. 9–21,
- „Titanic, albo wstęp do neokapitalizmu”, Praktyka Polityczna, 2004, Nr 1, s. 106–118,
- „Charakter prawny opcji giełdowej na tle prawa angielskiego, francuskiego i niemieckiego”, Kwartalnik Prawa Prywatnego, (2004), Nr 2, s. 533–574.,
- „Jurydyczna konstrukcja prawa odkupu”, Nowy Przegląd Notarialny Nr 4, (2003), s. 7–29, 53,
- „Bargaining within the Shadow of Fairness. Economic Analysis of the Article 4.109 of the Principles of European Contract Law.” International Journal of Economic Policy Studies, Tokyo, Nr 4, (2010), s. 155–172,
- „The Snake and the Tail. Theory of Derivatives Regulation and the Asymmetry of Global Financial Crises”, Göttingen Journal of International Law, Tom 2 (2010), s. 293–310,
- „Some Idealism about Realism: Judging under Certainty and the Standardization of Adjudication in the EC Law”, [w:] J. Jemielniak, P. Miklaszewicz. (red.) Interpretation of Law in the Global World: from Particularism to a Universal Approach, Berlin, Heidelberg, Springer 2010, s. 181–203,
- „A Game Theoretic Solution to the problem of Reciprocity and Fairness in Contracts”, [w:] Studies in the Philosophy of Law, Game Theory and the Law, J. Stelmach, W. Załuski (red.), Copernicus Center Press, Cracow, 2011, s. 145–174,
- „Is the OTC Market a Market Failure? Derivatives from the Perspective of Transaction Cost Economics, Polish Yearbook of Law & Economics Tom 2, (2012), s. 85–105,
- „Intencjonalność, intersubiektywność a kauzalność czynności cywilnoprawnych”, [w:] Intersubiektywność”, P. Makowski (red.), Universitas, Kraków 2012, s. 243–259. (z B. Wojciechowskim),
- „Three Models of Derivatives’ Regulation. Some Thoughts on the Entanglement between Economic Theory and the Evolution of Law”, IVR Archive – Archiwum Filozofii Prawa I Filozofii Społecznej Tom 4, (2012), s. 5–22,
- „Evolutionary Theories of Derivatives Regulation”, Aestimatio, the IEB International Journal of Finance, Tom 4, (2012), s. 152–167,
- „Synallagma as a Paradigm of Exchange: Reciprocity of Contract in Aristotle and Game Theory, [w:] Aristotle and The Philosophy of Law: Theory, Practice and Justice, L. Huppes-Cluysenaer, N. M.M.S Coelho (red.), Springer, Dordrecht 2013, s. 249–264,
- „Game Theoretical Perspective on the Unfairness of Contracts in a Common European Sales Law”: Law and Forensic Science, Tom 7, (2014), s. 8–43,
- „So Lange Chapter 5? The Law of European Union and the Sovereignty in Rulings of the Constitutional Courts in Central Europe”: Central and Eastern European Forum for Legal, Political, and Social Theory Yearbook, Tom 4, (2014), s. 125–140, 15.
- „National Champions’ between corporate and political governance. Institutional analysis of the forms of protectionism in the strategic sectors in EU Law, [w:] M. Mataczyński (red.) The Takeover of Public Companies as a Mode of Exercising EU Treaty Freedoms, Peter Lang – Frankfurt am Main, Warszawa, Wien 2017, s. 175–199.(z M. Mataczyńskim),
- „Consumer Protection in Energy Markets: Selected Insights from Behavioural Law and Economics and regulatory Practice”, [w:] K. Mathis, B.R.Huber, Energy Law and Economics, Springer, Cham, Heidelberg, New York, Dordrecht, London 2018, s. 253–271. (z. P. Tereszkiewiczem),
- „Taking the Prohibition of Unfair Commercial Practices Seriously”, [w:] K.Mathis, A. Tor, New Developments in Competition Law and Economics Springer, Cham, Heidelberg, New York, Dordrecht, London 2019, s. 91–107 (z P. Tereszkiewiczem),
- „Complex Mortgage Loans as a Case Study for Consumer Law and Economics, [w:] K.Mathis, A. Tor, Consumer Law and Economics Springer, Cham, Heidelberg, New York, Dordrecht, London 2019 w druku (z P. Tereszkiewiczem).